# Rio Jacuí
Der Rio Jacuí ist ein Fluss im Bundesstaat Rio Grande do Sul in Südost-Brasilien. Der Fluss ist etwa 723 km lang. Einschließlich der Lagoa dos Patos beträgt der Flusslauf von der Quelle bis zum Meer 1000 km.

## Flusslauf
Der Rio Jacuí entspringt 13 km östlich der Großstadt Passo Fundo auf einer Höhe von etwa 720 m. Er fließt anfangs in südöstlicher Richtung. Bei Flusskilometer 652 wird er von der Talsperre Ernestina aufgestaut. Bei Flusskilometer 570 passiert er die am linken Flussufer gelegene Kleinstadt Espumoso. Ab Flusskilometer 510 wendet sich der Fluss allmählich nach Süden. Bei Flusskilometer 488 wird er von der Talsperre Passo Real zu einem großen Stausee aufgestaut. Bei Salto do Jacuí bei Flusskilometer 477 befindet sich die kleinere Talsperre Maia Filho mit dem Wasserkraftwerk Leonel de Moura Brizola. Bei Flusskilometer 429 und bei Flusskilometer 390 befinden sich die Talsperren Itaúba und Dona Francisca. Diese stauen den Fluss unterhalb von Salto do Jacuí auf einer Länge von 87 Kilometern auf. Im Anschluss verlässt der Fluss das Brasilianische Bergland und erreicht eine Tiefebene, die er ab Flusskilometer 355 in südöstlicher, ab Flusskilometer 240 in östlicher Richtung durchquert. Bei Flusskilometer 174 befindet sich das Wehr Barragem Anel de Dom Marco 30,0926° S, 52,5051° W sowie eine Schleuse am Flusslauf. 55 Kilometer oberhalb der Mündung trifft bei der Stadt Triunfo der Rio Taquari, der bedeutendste Nebenfluss, von links auf den Rio Jacuí. Dieser mündet bei Porto Alegre in den Lago Guaíba, eine Mündungsbucht im Norden der Lagoa dos Patos, die eine Lagune an der Atlantikküste darstellt.

## Einzugsgebiet und Hydrologie
Der Rio Jacuí entwässert ein Areal von etwa 81.600 km². Dieses umfasst den zentralen Osten des Bundesstaates Rio Grande do Sul. Das Einzugsgebiet des Rio Jacuí grenzt im Süden an das des Rio Camaquã sowie im Westen und im Norden an das des Río Uruguay. Der mittlere Abfluss wird mit 1900 m³/s angegeben.

## Wasserkraftwerke
Entlang dem Flusslauf befinden sich mehrere Wasserkraftwerke.
| Name                    | Inbetrieb- nahme | Leistung in MW | Lage                   |
| ----------------------- | ---------------- | -------------- | ---------------------- |
| Ernestina               | 1957             | 3,7            | 28,5598° S, 52,5486° W |
| Passo Real              | 1973             | 158            | 29,0169° S, 53,1899° W |
| Leonel de Moura Brizola | 1962             | 180            | 29,0794° S, 53,2257° W |
| Itaúba                  | 1979             | 500            | 29,2611° S, 53,2369° W |
| Dona Francisca          | 2001             | 125            | 29,4479° S, 53,2854° W |